# 520 Franziska
520 Franziska
520 Franziska là một tiểu hành tinh ở vành đai chính. Nó thuộc nhóm tiểu hành tinh Eos
Tiểu hành tinh này được Max Wolf và Paul Götz phát hiện ngày 27.10.1903 ở Heidelberg. Không rõ nguồn gốc tên của nó.